# James Hickman
James Paul Hickman (Stockport, 2 februari 1976) is een voormalig topzwemmer uit Groot-Brittannië, die zijn internationale doorbraak beleefde in 1993, toen hij bij de Europese Jeugdkampioenschappen de gouden medaille won op de 200 meter vlinderslag.
Zijn eerste succes bij de senioren behaalde Hickman in 1997 op de wereldkampioenschappen kortebaan (25 meter) in Göteborg, waar hij de gouden medaille won op de 200 vlinder. Die titel wist de pupil van coach Paul Remmonds vier keer te prolongeren. Zijn beste toernooi beleefde Hickman in december 1998, op de Europese kampioenschappen kortebaan in Sheffield, waar hij driemaal goud won: 100 meter vlinderslag (51,04), 200 meter vlinderslag (1.52,96) en 200 meter wisselslag (1.56,96).
Op de olympische langebaan (50 meter) kwam Hickman veelal te kort. Zijn enige noemenswaardige succes in het 'grote bad' kwam in 1998 bij de Gemenebestspelen in Kuala Lumpur, waar hij zegevierde op zijn favoriete afstand, de 200 meter vlinderslag.